# LINE (Software)
LINE, ein rekursives Akronym für »Line Is Not an Emulator«, ist ein Computerprogramm von Michael Vines für Microsoft Windows. Mit LINE ist es möglich, Programme, die für das Betriebssystem Linux geschrieben wurden, unter Microsoft Windows ohne Neukompilierung laufen zu lassen. Andersherum kann man mit Wine Windows-Programme unter Linux laufen lassen.

## Geschichte
Die Entwicklung von LINE begann im Jahr 2000. Am 19. Oktober 2000 kam die erste Version 0.1 heraus. Dann folgten in schnellen Abständen die Versionen 0.2 bis 0.4. Am 29. Mai 2001 kam die Version 0.5 heraus. Das war bis jetzt die letzte Version von LINE und es scheint so, als ob LINE nicht mehr weiterentwickelt wird.